# IC 1801
IC 1801 (również PGC 9392 lub UGC 1936) – galaktyka spiralna znajdująca się w gwiazdozbiorze Barana. Została odkryta 27 grudnia 1897 roku przez Stéphane’a Javelle’a.
Galaktyka IC 1801 znajduje się w fazie zderzenia z galaktyką NGC 935. Jako para galaktyki te zostały skatalogowane w Atlasie Osobliwych Galaktyk Haltona Arpa jako Arp 276.
W galaktyce IC 1801 zaobserwowano niepotwierdzoną supernową SN 1976H.